# Spartakiáda národů SSSR

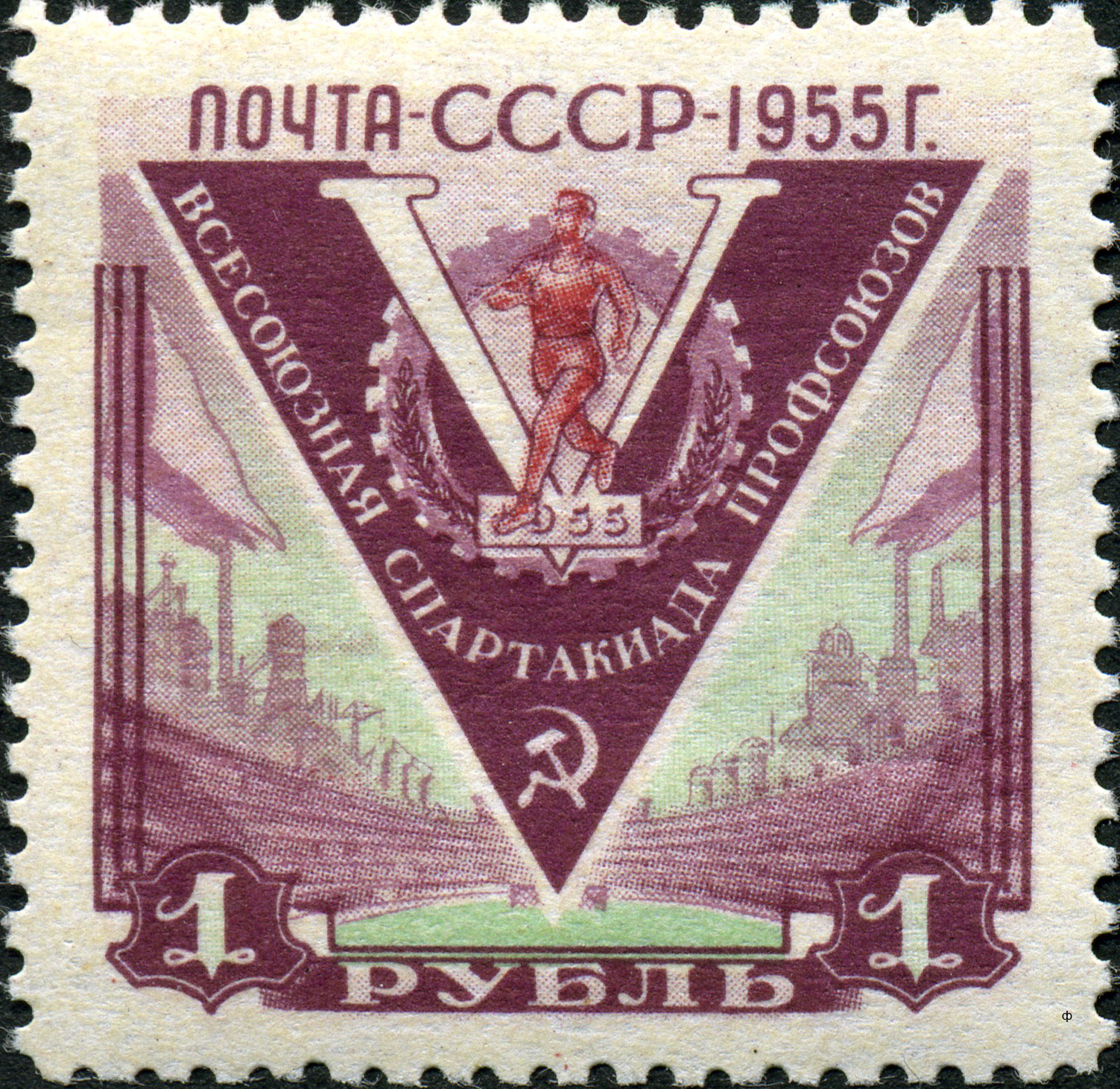
Známka o spartakiádě z roku 1955

Spartakiáda národů SSSR byla pravidelně se opakující masovou sportovní událostí v Sovětském svazu. Jednotlivé spartakiády probíhaly v letech 1956 až 1991. Dělily se na dva druhy. Letní spartakiáda národů SSSR, která byla pořádána obvykle v roce před Olympijskými hrami. Zimní spartakiáda národů SSSR, která o rok předcházela letní, se konala v letech od roku 1962 kromě roku  1970. Až do roku 1975 se všechna letní finále konala v Moskvě, později v některých dalších městech po celém Sovětském svazu, ačkoli většina akcí se stále konala v Moskvě. Zimní finále se nejčastěji konalo ve Sverdlovsku, kde proběhly první čtyři, poté dvakrát v Krasnojarsku a jednou v Kyjevě.

## Přehled podle ročníků

### Letní spartakiády národů SSSR
| #    | Rok  | Místo  | Začátek  | Konec |
| ---- | ---- | ------ | -------- | ----- |
| I    | 1956 | Moskva | srpen    | srpen |
| II   | 1959 | Moskva | srpen    | srpen |
| III  | 1963 | Moskva | srpen    | srpen |
| IV   | 1967 | Moskva | červenec | srpen |
| V    | 1971 | Moskva | srpen    | srpen |
| VI   | 1975 | Moskva | březen   | srpen |
| VII  | 1979 | Moskva | srpen    | srpen |
| VIII | 1983 | Moskva | květen   | srpen |
| IX   | 1987 | Moskva | červen   | září  |
| X    | 1991 | Moskva | březen   | září  |

### Zimní spartakiády národů SSSR
| #   | Rok  | Místo       | Začátek | Konec  |
| --- | ---- | ----------- | ------- | ------ |
| I   | 1962 | Sverdlovsk  | březen  | březen |
| II  | 1966 | Sverdlovsk  | březen  | březen |
| III | 1974 | Sverdlovsk  | březen  | březen |
| IV  | 1978 | Sverdlovsk  | březen  | březen |
| V   | 1982 | Krasnojarsk | březen  | březen |
| VI  | 1986 | Krasnojarsk | únor    | březen |
| VII | 1990 | Kyjev       | březen  | březen |